# Judith Solana i Pons
Judith Solana Pons (Barcelona, 9 de juny de 1968) ha estat una jugadora de basquetbol catalana.
Formada al Club Basquet Institució Montserrat, jugà al Picadero Jockey Club i al Manresa Sant Francesc. La temporada 1987-88 va fitxar pel Club Bàsquet Tortosa, amb el qual guanya guanyà dues Lligues i dues Copes; la temporada 1989-90 fitxà pel Masnou Basquetbol, amb el qual guanyà un altre títol de Lliga, i la temporada següent per l'Universitari de Barcelona, amb el qual assolí la Lliga Catalana. Posteriorment jugà amb el Bàsquet Femení Cornellà. Fou internacional amb la selecció espanyola juvenil, participant al Campionat d'Europa Juvenil de 1985.

## Palmarès
- 3 Lligues espanyoles de bàsquet femenina: 1987-88, 1988-89, 1989-90
- 2 Copes espanyoles de bàsquet femenina: 1987-88, 1988-89
- 3 Lligues catalanes de bàsquet femenina: 1987-88, 1989-90, 1990-91